# Pralormo
Pralormo (piemontesisch Pralòrm) ist eine Gemeinde in der italienischen Metropolitanstadt Turin (TO), Region Piemont.

## Lage und Einwohner
Pralormo liegt 36 km südwestlich von Turin und ist die südöstlichste Gemeinde der Metropolitanstadt Turin. Das Gemeindegebiet umfasst eine Fläche von 29,85 km² und hat 1891 Einwohner (Stand 31. Dezember 2023).
Die Nachbargemeinden sind Poirino, Cellarengo, Montà, Ceresole Alba, Santo Stefano Roero und Monteu Roero. 

## Geschichte

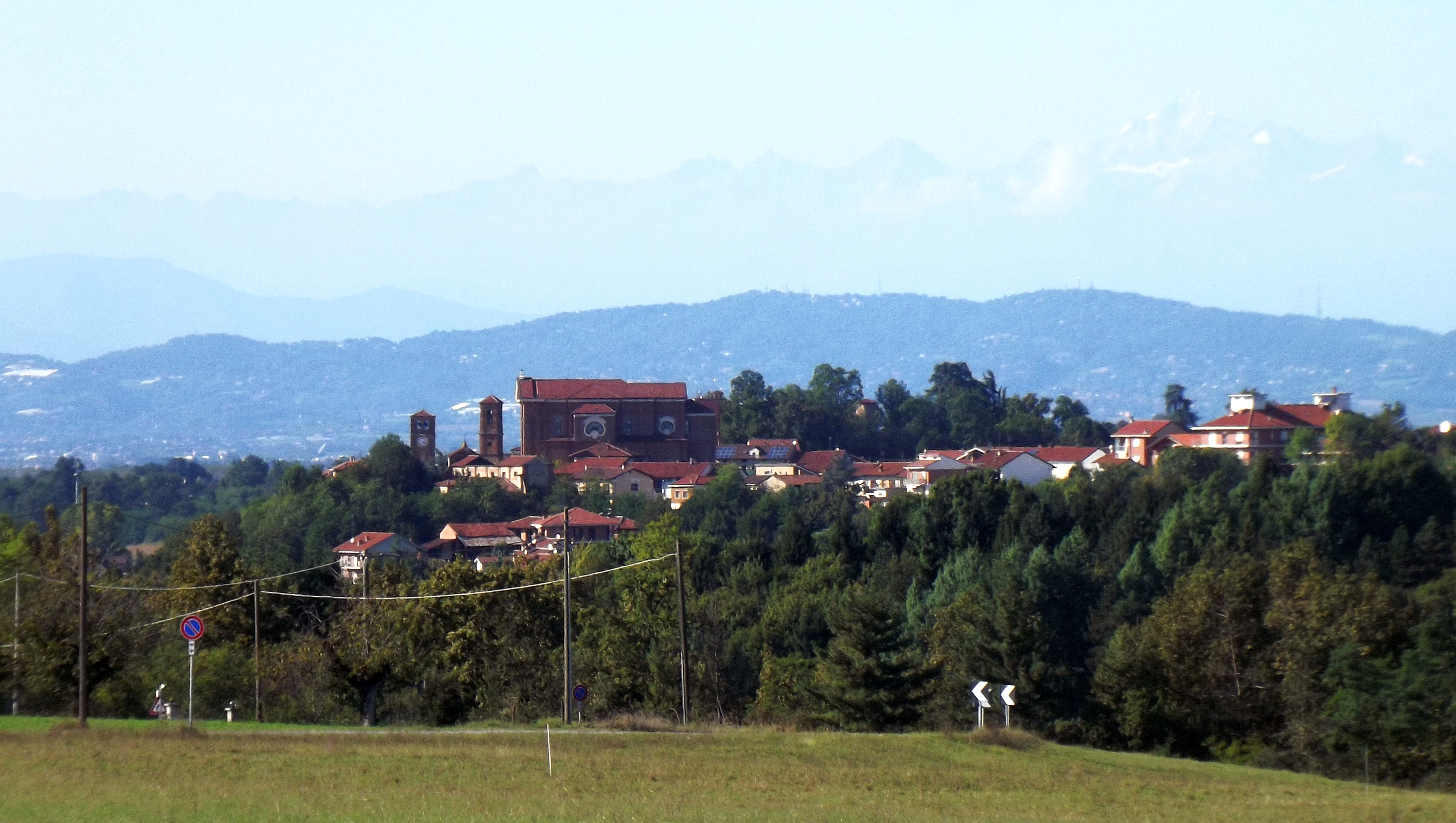
Panorama

Im 13. Jahrhundert tauchen zahlreiche Erwähnungen über Pralormo auf, viele Historiker sind jedoch der Meinung, dass der Ursprung älter ist und dass der Ort mit dem „Predarolo“ identifiziert werden kann, das in der Schenkungsurkunde vom 14. März 1065 erwähnt wird, in der Adelaide von Susa, Tochter des Marquis von Susa und Graf von Turin Olderico Manfredo II., überließ dem Bischof von Asti verschiedene Ländereien.
Das Schloss Pralormo stammt aus dem 13. Jahrhundert, wurde aber in den darauffolgenden Jahrhunderten in eine Adelsresidenz umgewandelt und ist noch immer die Heimat der Familie Beraudo aus Pralormo, die dort seit 1680 lebt.